# Nifont (obispo de Nóvgorod)

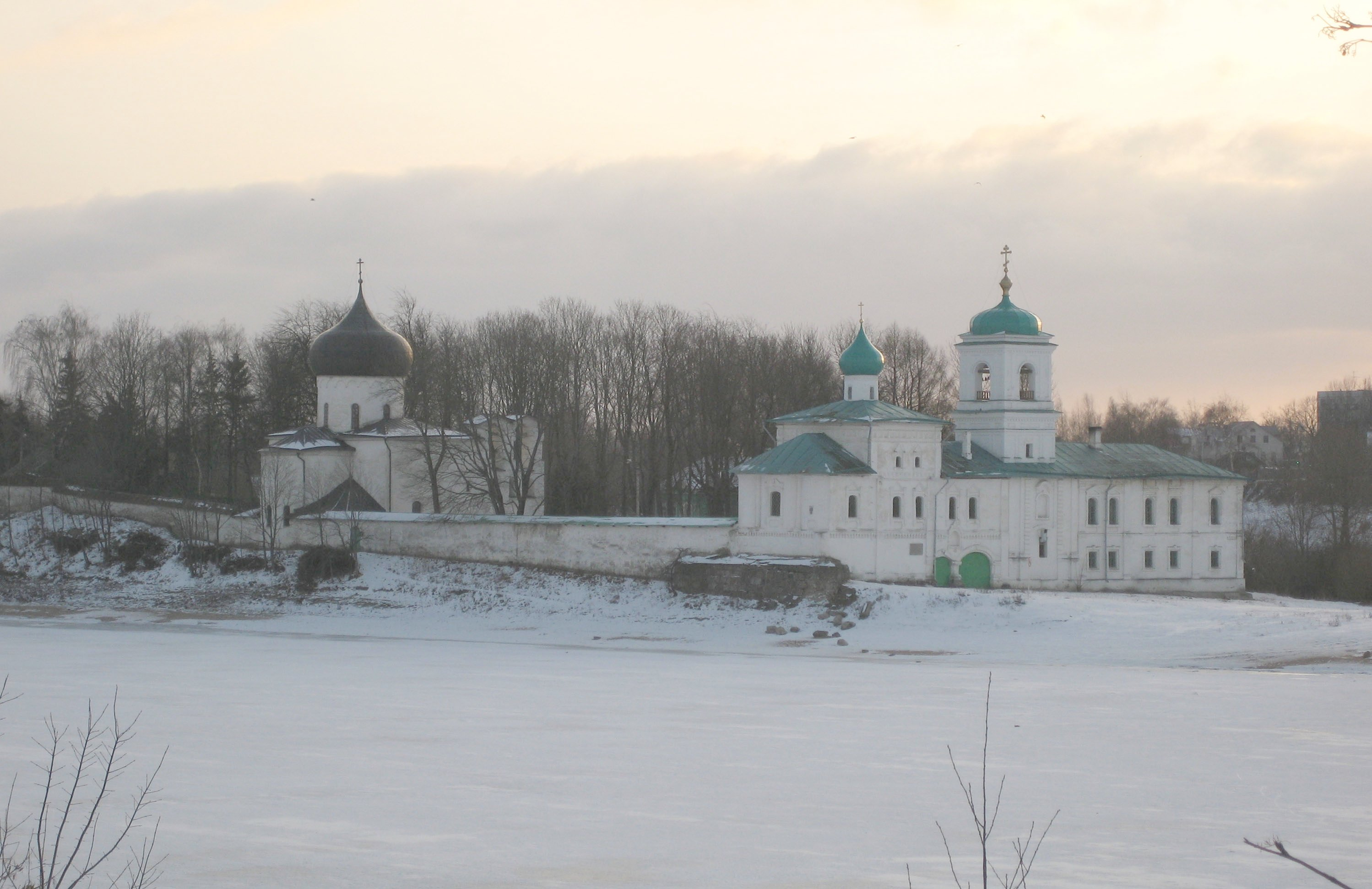
Monasterio del Mirozha, fundado por Nifont

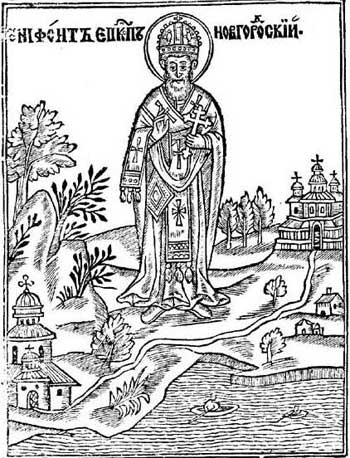
San Nifont (obispo de Nóvgorod), 1661

Nifont de Nóvgorod (en ruso: Нифонт, falleció en Kiev, 1156) fue arzobispo de Nóvgorod entre 1130 y 1156, el primer prelado de Nóvgorod la Grande en ostentar ese título, aunque parece que fuera un título personal que no sería extendido a su cargo hasta 1165. Fue autor de las respuestas a las Preguntas de Kírik. Fue canonizado en 1549 en los sobor de Macario e introducido en la lista de santos de la Iglesia ortodoxa. Su festividad se celebra el 8 de abril (calendario juliano) y el día 10 en la comenmoración de los santos de Pskov. 
Nifont aceptó la tonsura en el Monasterio de las Cuevas de Kiev y fue elevado a la sede de Nóvgorod en 1130 en Kiev. En 1135 participó en la exhortación de las hostilidades entre los príncipes de Kiev y Chernígov, reconciliándolos. Durante su mandato como obispo en Nóvgorod se dio la expulsión del último de sus príncipes, Vsévolod Mstislávich y el inicio de la república de Nóvgorod, que iniciaría la independencia de la ciudad hasta 1468.
Nifont no reconoció la elección como metropolitano de Kiev y de toda la Rus de Klíment Smoliátich en 1147, a instancias de Iziaslav II Mstislávich sin la sanción del patriarca de Constantinopla. Iziaslav le recluyó en el monasterio de las Cuevas de Kiev, siendo restituido a su silla tras la toma de la ciudad por Yuri Dolgoruki en 1149. Por su fidelidad a Constantinopla, recibió una carta del patriarca Nicolás IV de Constantinopla que le ensalzaba como a los grandes padres de la cristiandad en la Antigüedad por su defensa de los intereses del cristianismo. El patriarca le daba el título de arzobispo, que le daba autonomía respecto al metropolitano de Kiev.
Nifont fundó en Pskov el monasterio del Mirozha, en Nóvgorod patrocinó la construcción de la Catedral de la Asunción en el Mercado (Церковь Успения на Торгу) y la reforma de los ornamentos de la catedral de Santa Sofía y en Ládoga construyó la iglesia de San Clemente. En su primer año en el cargo, confirmó a San Antonio de Roma como hegúmeno del monasterio de San Antonio. 
En 1156, de visita en Kiev para reconocer al metropolitano legal Konstantín, se detuvo en el monasterio de las Cuevas, donde falleció tras una breve convalecencia. Fue enterrado en las cuevas de Teodosio, siendo trasladadas posteriormente sus reliquias a las Cuevas de San Antonio.